# Mustapha Mrani
Mustapha Mrani (2 de março de 1978) é um futebolista profissional marroquino que atua como defensor.

## Carreira
Mustapha Mrani fez parte do elenco da Seleção Marroquina de Futebol na Campeonato Africano das Nações de 2012.